# Rena Sofer
Rena Sherel Sofer (Arcadia, California; 2 de diciembre de 1968) es una actriz estadounidense, conocida principalmente por sus apariciones en televisión, como invitada, y en películas.

## Primeros años
Sofer nació en Arcadia, California, hija de Susan, una profesora de psicología, y Martín Sofer, un rabino ortodoxo judío. Su familia se mudó a Pittsburgh, donde fue criada después del divorcio de sus padres. Soffer asistió a Frisch School, en Nueva Jersey.

## Carrera

### Televisión
El primer papel de alto perfil de Sofer fue como Rocky en la telenovela Loving, un papel que interpretó desde 1988 hasta 1991. 
Es conocida por su papel como Lois Cerullo en General Hospital desde el 15 de diciembre de 1993 hasta el 24 de septiembre de 1996. Luego regresó como estrella invitada el 7 de febrero de 1997 hasta el 17 de febrero de 1997 y de nuevo desde el 30 de septiembre de 1997 hasta el 2 de octubre de 1997.
Sofer ha aparecido en varias series de alto perfil com: Seinfeld, Melrose Place, The Chronicle, Ed, Friends, Spin City, Blind Justice, Ghost Whisperer, 24, Two and a Half Men y un papel secundario como la Reina Eva, madre de Blancanieves en la serie Once Upon a Time (Érase una vez)
En 1995 recibió un Premio Daytime Emmy por su trabajo en la telenovela General Hospital, por su papel de Lois Cerullo.
Sofer fue objeto de controversia a principios de 2000 cuando brevemente se unió al elenco de Just Shoot Me!, interpretando el papel de Vicky Costa.
En años recientes, Rena Sofer ha aparecido en la serie Héroes como Heidi Petrelli, esposa del aspirante político Nathan Petrelli (Adrian Pasdar). Apareció en Two and a Half Men en 2008, como exnovia del personaje de Charlie Harper (Charlie Sheen). Rena también fue estrella invitada en Dirty Sexy Money y un fantasma en Ghost Whisperer. A principios de 2010, Sofer comenzó un papel recurrente en la serie NCIS como Margaret Allison Hart, que es un interés amoroso del personaje Leroy Jethro Gibbs (Mark Harmon).

### Cine
En el cine, ha aparecido como el interés amooroso de Ben Stiller en Keeping the Faith, protagonizada por Jenna Elfman, Stiller y Edward Norton. También apareció en A Stranger Among Us y en The Secret of Hidden Lake. Interpretó a la profesora Desjardín en Carrie en 2002. También estuvo en la película Always and Forever y en Saved by the Bell: Hawaiian Style.

## Vida personal
Rena se casó con el actor Wally Kurth el 31 de marzo de 1995, la pareja tuvo una hija, Rosabel Rosalind Kurth. Sin embargo, en 1997 la pareja se divorció.
EL 18 de mayo de 2003 se casó con el director Sanford Bookstaver. El 5 de agosto de 2005 la pareja le dio la bienvenida a su primera hija juntos: Avalon Leone Bookstaver, en Los Ángeles.

## Filmografía
- 2013 - presente: The Bold and the Beautiful... Quinn Fuller[8]
- 2011: Once Upon a Time..(2n season)... Reina Eva, (la madre de Snow)
- 2010: The Devil's Teardrop  (TV) (posproducción) .... Joan
- 2010: Medium (TV) .... Dr. Natalie Salem
- 2010: Royal Pains  (TV) .... AJ
- 2010: NCIS  .... Margaret Allison Hart
- 2010: Two and a Half Men  .... Chrissy
- 2010: Bones   .... Dr. Catherine Bryar
- 2009: Criminal Minds   .... Erika Silverman
- 2009: Always and Forever   (TV) .... Grace
- 2009: Monk   .... Kim Kelly
- 2009: Rock Slyde   .... Sara
- 2009: Dirty Sexy Money  .... Reportera
- 2008: Ghost Whisperer   .... Tammy
- 2006: Héroes   .... Heidi Petrelli
- 2007: 24   .... Marilyn Bauer
- 2006: The Secret of Hidden Lake  (TV) .... Maggie Dolan
- 2006: Mr. Nice Guy  Serie de televisión
- 2005: Blind Justice  .... Christie Dunbar
- 2003: Coupling   .... Susan Freeman
- 2002: Just Shoot Me!  .... Vicki Costa
- 2003: CSI: Miami   .... Alison
- 2002: Carrie   (TV) .... Miss Desjarden
- 2002: Friends  .... Katie
- 2001: The Chronicle   .... Grace Hall
- 2001: Ed   .... Bonnie Hane
- 2001: Cursed   .... Dawn Cheswick
- 2001: March   .... Hedy Pullman
- 2000: Traffic  .... Amiga de Helena
- 2000: Spin City   .... Sam
- 2000: Opposite Sex  .... Ms. Gibson
- 2000: Keeping the Faith   .... Rachel Rose
- 1999: Oh, Grow Up   .... Suzanne Vandermeer
- 1998: Melrose Place   .... Eve Cleary
- 1998: Timecop  .... Dr. Carrie Ann Trent
- 1998: Two Guys, a Girl and a Pizza Place  .... Lauren Henderson
- 1998: Nightmare Street  (TV) .... Penny Randolph
- 1998: Ellen   .... Jean
- 1998: Glory, Glory   (TV) .... Elizabeth
- 1997: Seinfeld   .... Mary Anne
- 1997: The Stepsister  (TV) .... Darcy Canfield Ray
- 1996: Caroline in the City   .... Risa Glickman
- 1996: General Hospital   .... Lois Cerullo / ...
- 1996: Hostile Advances: The Kerry Ellison Story   (TV) .... Kerry Ellison
- 1994: Twin Sitters  .... Judy
- 1993: Herman's Head   .... Stephanie
- 1992: Saved by the Bell: Hawaiian Style  (TV) .... Andrea Larson
- 1992: Freshman Dorm .... Veronica
- 1992: A Stranger Among Us   .... Shayna
- 1988: Loving   Serie de televisión .... Amelia 'Rocky' McKenzie Domeq
- 1987: Another World   Serie de televisión .... Joyce Abernathy

## Premios y nominaciones
| Año  | Categoría                                        | Premio                  | Serie            | Resultado |
| ---- | ------------------------------------------------ | ----------------------- | ---------------- | --------- |
| 1995 | Outstanding Supporting Actress in a Drama Series | Daytime Emmy Award      | General Hospital | Ganó      |
| 1995 | Outstanding Younger Lead Actress                 | Soap Opera Digest Award | General Hospital | Ganó      |